# 岡本尚
岡本 尚（おかもと たかし）は、医師、医学博士、名古屋市立大学名誉教授。日本内科学会認定医、日本リウマチ学会指導医。元日本がん学会評議員、元日本エイズ学会評議員（第16回会長）、元日本ウイルス学会評議員。

## 来歴
1953年2月、愛知県安城市に生まれる。1971年3月、愛知県立岡崎高等学校を卒業、1977年3月に慶応義塾大学医学部を卒業する。1981年、慶應義塾大学大学院医学研究科・医学部博士課程修了(医学博士）後、1993年まで慶應義塾大学医学部内科学教室所属。1983年8月、アメリカ国立がん研究所に留学する。

### 経歴
- 1985年2月 - アメリカ国立がん研究所 ウイルス部 室長[2]
- 1988年度 - 国立がんセンター  研究所 ウイルス部  研究員[1]
- 1989年度 - 国立がんセンター研究所 ウイルス部 室長
- 1993年度 - 名古屋市立大学 医学部 教授
- 2002年度 - 名古屋市立大学 大学院医学研究科 教授
- 2018年度 - 名古屋市立大学 大学院医学研究科 名誉教授
- 2019年度 - 名古屋市立大学 医薬学総合研究院(医学) 名誉教授

## 受賞歴
- 国立がんセンター田宮賞 （1990年 国内 ）
- 日本リウマチ学会賞（2004年（節リウマチ発症における転写因子NF-κBの関与）[2][3]